# Fulberto di Chartres
Fulberto di Chartres (Aquitania, 960 circa – Chartres, 10 aprile 1029) è stato un vescovo cattolico e filosofo franco.
È venerato come santo dalla Chiesa cattolica che ne celebra la memoria il 10 aprile.

## Biografia
Non vi sono prove conclusive sulla data o il luogo esatto della nascita di Fulberto, le fonti variano nelle date di elenco dal 952 al 970. Per quanto riguarda il suo luogo di nascita, la maggior parte delle fonti lo colloca nel nord della Francia, forse in Piccardia, anche se alcuni, come lo storico Tennyson Wellman, ritengono possa essere nato in Italia settentrionale.
Conobbe Gerberto d'Aurillac, il futuro papa Silvestro II, nella Biblioteca pontificia (del quale Fulberto fu a lungo erroneamente ritenuto allievo) a Reims, dove fu poi precettore di Roberto II, figlio di Ugo Capeto; passò successivamente a Chartres, studiandovi medicina e divenendovi poi insegnante.
Nominato da re Roberto II vescovo di Chartes nel 1007, diede particolare impulso alla locale scuola cattedrale, la cosiddetta Scuola di Chartres, destinata a notevole fama: non vi si apprendeva soltanto la teologia, ma anche la geometria, la medicina e la filosofia e vi si avranno numerosi e fedeli discepoli. Mise al servizio della liturgia ecclesiastica le sue capacità musicali e, membro del Consiglio di Stato, prese parte attiva alle vicende politiche francesi.
Quando, nel 1020, la cattedrale di Chartres fu distrutta da un incendio, Fulberto si adoperò perché fosse subito ricostruita una nuova.
Restano di lui lettere, poesie, sermoni e agiografie. Pur dando preminenza ai valori della fede, così da ritenere che l'esistenza delle sostanze spirituali sia unicamente un problema di fede, in filosofia fu un platonico così da esprimersi, sul problema degli universali, come un realista, sostenendo l'esistenza obiettiva delle essenze.

## Il pensiero
Tra gli allievi di Gerberto,  il «genio di Fulberto fu come un catalizzatore, che ispirava negli studenti il gusto della dialettica». Attraverso il metodo che trasmise ai suoi successori a Chartres, Ivo , Bernardo  e Teodorico , «fecero molto di più che riempire le teste degli allievi di notizie (...). Essi formarono molti degli uomini che avrebbero rivoluzionato il pensiero del XII secolo».

## Genealogia episcopale
La genealogia episcopale è:
- Arcivescovo Léotheric di Sens
- Vescovo Fulberto di Chartres

### Opere
- Patrologiae cursus completus, PL CXLI 189 - 368, Parisiis, 1855.

### Studi
- (EN)  L. C. MacKinney, Bishop Fulbert and Education at the School of Chartres, Notre-Dame 1957.
- (DE)  G. Baron, Fulbert von Chartres und seine Zeit im Spiegel seiner Briefe, Bamberg, 1968.